# ویلیام جی هامفری
ویلیام جی هامفری (انگلیسی: William J. Humphrey؛ ۲ ژانویهٔ ۱۸۷۵ – ۴ اکتبر ۱۹۴۲) یک کارگردان، و هنرپیشه اهل ایالات متحده آمریکا بود.
از فیلم‌های او می‌توان به الیور توئیست، شبی در رم و شبح اپرا اشاره نمود.